# Stanislaus Kobierski
Stanislaus Kobierski (10. listopadu 1910 – 18. listopadu 1972) byl německý fotbalista polského původu. Reprezentoval Německo v letech 1931–1941 ve 26 zápasech. Na MS 1934 získal s Německem bronzovou medaili, nastoupil zde ke třem zápasů a vstřelil 1 gól.